# Žitná - Radiša
Žitná - Radiša est un village de Slovaquie situé dans la région de Trenčín. La commune est formée par la fusion des villages de Žitná et Radiša.

## Histoire
Première mention écrite du village en 1199.

## Démographie

### Évolution de la population
| Année:               | 1994. | 2004.   | 2014.   | 2024.   |
| -------------------- | ----- | ------- | ------- | ------- |
| Nombre de personnes: | 475   | 458     | 454     | 436     |
| Différence:          |       | -3,57 % | -0,87 % | -3,96 % |

| Année:               | 2023. | 2024.   |
| -------------------- | ----- | ------- |
| Nombre de personnes: | 443   | 436     |
| Différence:          |       | -1,58 % |